# ベートーヴェン (クレーター)

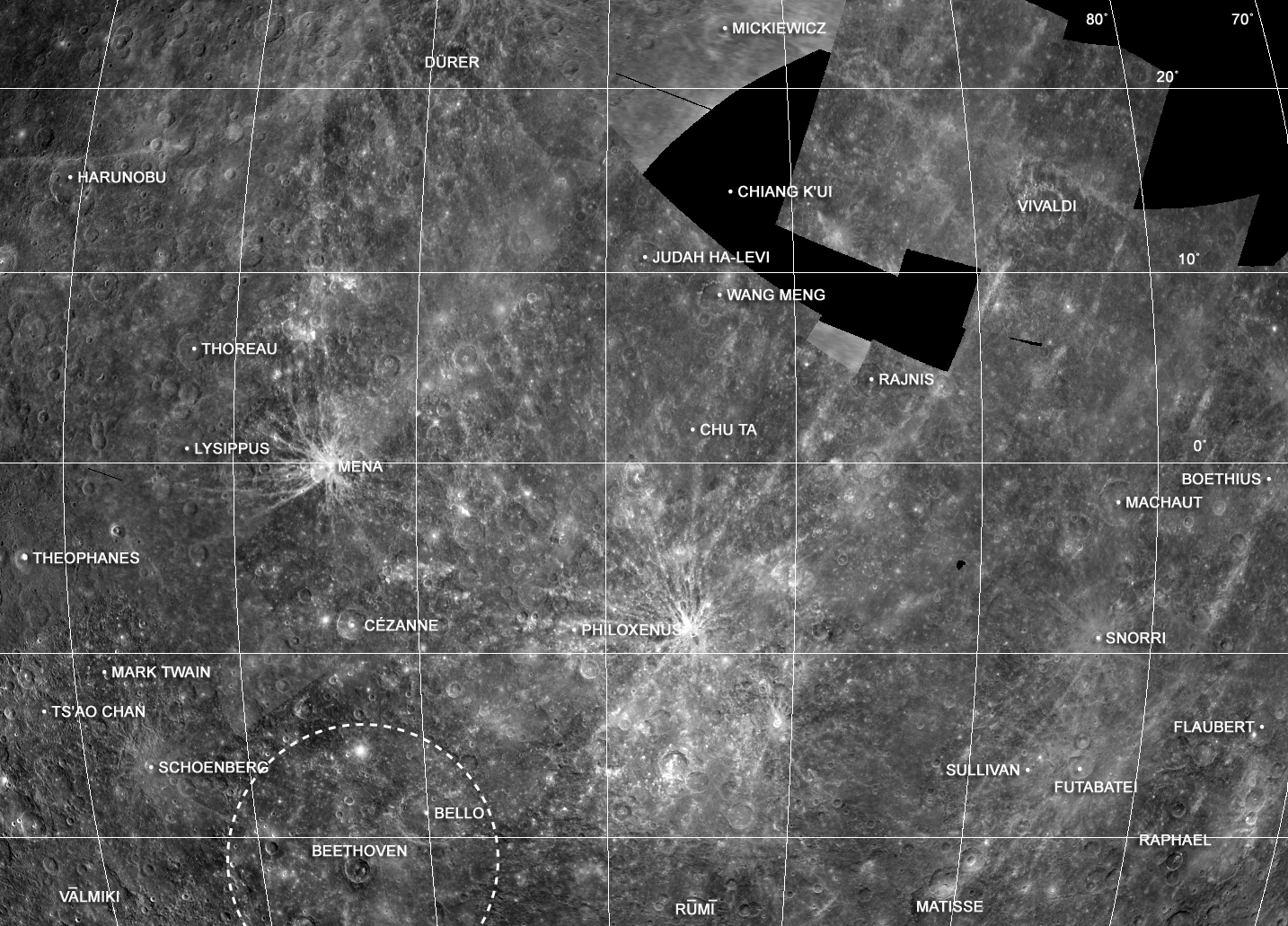
丸で囲まれた部分がベートーヴェンである。

ベートーヴェンは、水星の南緯20°西経124°に位置するクレーターである。直径は643km。名前はドイツの作曲家ルートヴィヒ・ヴァン・ベートーヴェンにちなむ。ベートーヴェンは月のクレーターのような同心円状に広がった多環系のものではない。名前の付いたクレーターの中では太陽系では11番目、水星では3番目に大きい。
ベートーヴェンの輪郭には火山噴出物が表面上に堆積されているため、輪郭の部分は火山噴出物で埋もれており、かろうじて見える程度である。また、クレーター内部がクレーター外とほぼ同じ反射率を持つ物質から成っているため更に見えにくくなっている。
ベートーヴェンの深さはマリナー10号の撮影画像から2.5 ± 0.7 kmと見積もられている。大きさが同等の月のクレーターと比べるとはるかに浅いため、ベートーヴェンはおそらく衝突後から形状が変化したと思われる。また、ベートーヴェン中の北東部にはBelloと呼ばれるクレーターがある。